# Добрынский (Ельский район)
Добрынский (бел. Дабрынскі) — посёлок в Добрынском сельсовете Ельского района Гомельской области Беларуси.

## География

### Расположение
В 4 км на юго-восток от районного центра и железнодорожной станции Ельск (на линии Калинковичи — Овруч).

## Транспортная сеть
На автомобильной дороге Наровля — Ельск. Планировка состоит из чуть изогнутой почти меридиональной улицы с переулками, к центру которой присоединяется с востока прямолинейная улица. Застроена двусторонне, деревянными домами усадебного типа.

## История
Начало посёлку положило в XIX веке появление поместья рядом с деревней Добрынь. Позже здесь начала работать винокурня. В 1917 году в Королинской волости Мозырского уезда Минской губернии. В 1920-х годах организован совхоз «Добрынь». В результате модернизации винокурни создан спиртзавод «Добрынь». 52 жителя погибли на фронтах Великой Отечественной войны. Современное название поселку присвоено Указам Президиума Верховного Совета БССР 21 января 1969 года. В составе совхоза «Добрынь» (центр — деревня Добрынь).
До 31 октября 2006 года в составе Млынковского сельсовета.

## Население

### Численность
- 2004 год — 100 хозяйств, 204 жителя.

### Динамика
- 1917 год — 121 житель.
- 1921 год — 37 дворов, 175 жителей.
- 2004 год — 100 хозяйств, 204 жителя.

## Известные уроженцы
- М. К. Ильинковский — комиссар партизанской бригады Мозырской имени А. Невского Полесской области) один из организаторов и руководителей партизанского движения на Полесье во время Великой Отечественной войны.